# Галямина, Юлия Евгеньевна
Ю́лия Евге́ньевна Галя́мина (род. 23 января 1973, Москва) — российский политик, общественная деятельница, журналистка, лингвист; кандидат филологических наук, бывший доцент кафедры теории и практики медиакоммуникаций Школы медиакоммуникаций Института общественных наук РАНХиГС, бывшая научная сотрудница МГУ и преподавательница ВШЭ; бывший муниципальный депутат Тимирязевского района, учредитель газеты «Наш Север»; член Федерального координационного совета Партии 5 декабря.

## Биография
Юлия Галямина родилась 23 января 1973 года в Москве; в 1997 году она окончила Российский государственный гуманитарный университет (с отличием). Через девять лет, в мае 2006, она защитила кандидатскую диссертацию, выполненную под руководством профессора Владимира Плунгяна, по теоретической лингвистике — по теме «Транзитивность, залог и лексическая семантика глагола». С 2009 года она занимается изучением исчезающих языков Сибири, включая кетский язык. В 2015 году окончила магистратуру по специальности «Управление образованием». Являлась научным сотрудником МГУ имени М. В. Ломоносова и преподавателем Высшей школы экономики, преподавала филологию и журналистику.
Галямина работала журналистом и главным редактором в независимых общественно-политических интернет-изданиях, являлась главным редактором интернет-газеты «Каспаров.Ru»; затем она стала основателем и главным редактором районного издания «Наш Север» (в настоящее время — директор этого издания).

### Политическая деятельность
В 2014 году Галямина баллотировалась в Московскую городскую Думу при поддержке партии «Яблоко». Выборы проиграла кандидату от «Единой России» Ирине Ильичевой (6845 против 12961 голоса). Галямина утверждала, что Ильичева превысила лимит допустимых расходов на избирательную кампанию. После выборов вошла в руководство оппозиционной «Партии 5 декабря».
В 2015 году она стала сооснователем волонтерского проекта «Школа местного самоуправления», направленного на обучение городских активистов в области муниципального и городского управления.
В 2016 году она стала кандидатом от той же партии на выборах в Государственную думу РФ. Проиграла кандидату от «Справедливой России» Галине Хованской.
Была одним из организаторов митинга против принятия закона о реновации в Москве, который прошёл 14 мая 2017 года и собрал по разным оценкам от 5 до 20 тыс. человек. После акции объявила о создании проекта «Штаба защиты москвичей» для юридической поддержки несогласных с реновацией.

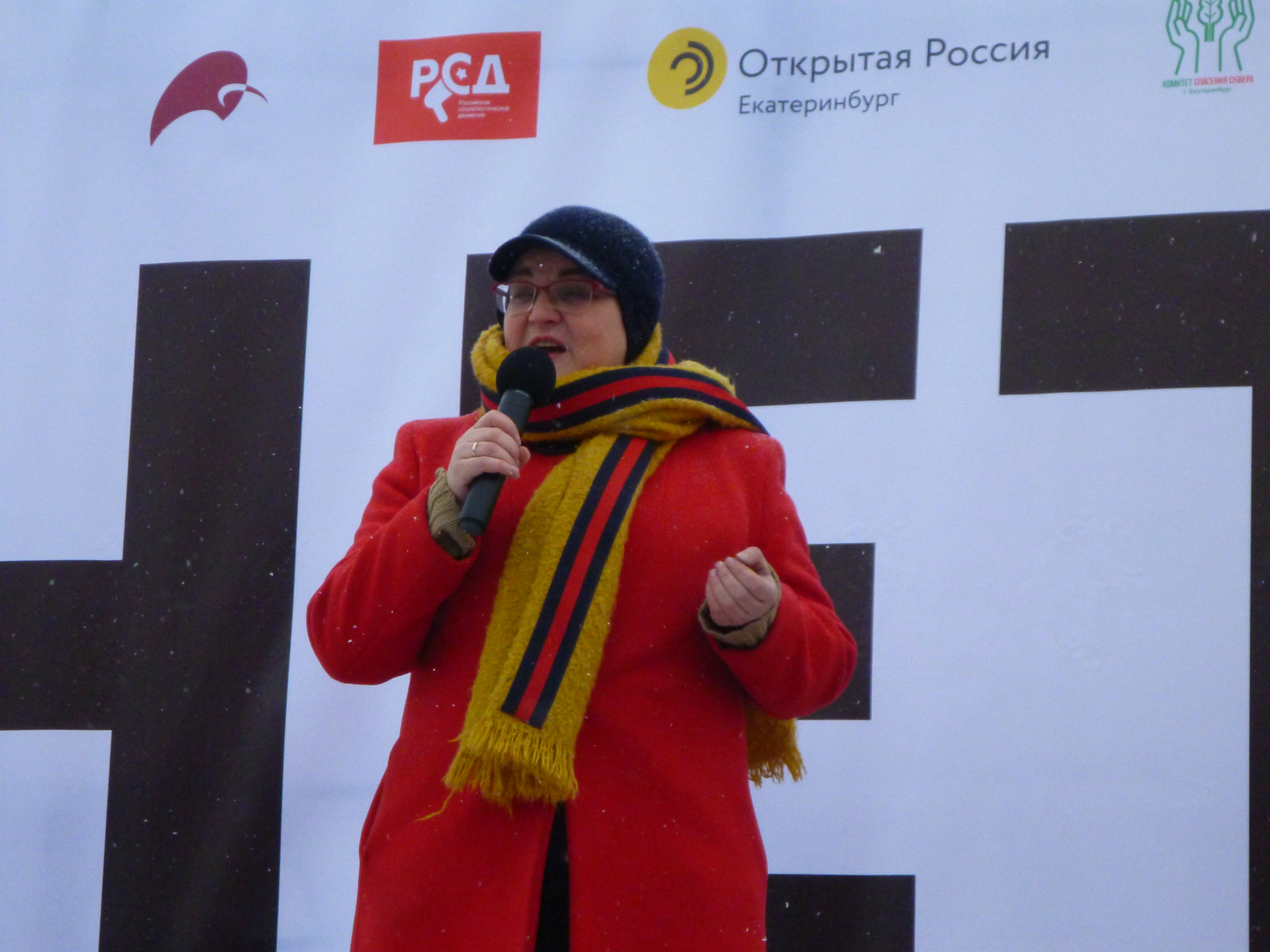
Юлия Галямина на митинге в Екатеринбурге, 1 февраля 2020

На выборах в сентябре 2017 года она стала муниципальным депутатом Тимирязевского района Москвы. На этих выборах в районные советы прошли более трехсот независимых депутатов, которые организовали Конгресс муниципальных депутатов. Юлия стала одним из организаторов этого Конгресса. Его участники требовали расширить полномочия местных депутатов и отменить муниципальный фильтр на выборах мэра Москвы.
Летом 2019 года пыталась участвовать в выборах в Мосгордуму, но не была зарегистрирована. Недопуск оппозиционных кандидатов привел к акциям протеста в Москве.
В январе 2020 года стала одним из организаторов общероссийской кампании «Нет», призывающей к протестному голосованию по поправкам к Конституции РФ.
25 марта 2021 года совет муниципальных депутатов Тимирязевского округа решил досрочно прекратить полномочия Юлии Галяминой из-за вступления в силу приговора по обвинению в неоднократном нарушении правил проведения митингов.

### Уголовное преследование
17 июня 2019 года за два месяца до возбуждения уголовного дела и за месяц до акций протеста в Москве, ставших поводом для этого дела, телефон Юлии Галяминой начал прослушиваться по судебному постановлению.
После акции протеста 15 июля 2019 года на Пушкинской площади против Юлии Галяминой было возбуждено уголовное дело. 30 июля она была арестована на 10 суток. После выхода она была вновь задержана — второй административный арест продолжался 15 суток. Всего на Галямину летом 2019 года составили шесть протоколов по статье 20.2 КоАП («Нарушение правил проведения массовых акций»).
22 августа в Тушинский суд Москвы поступили исковые заявления от компании «М.Такси Коммуникации» к Илье Яшину, Юлии Галяминой и Александру Соловьеву, как к организаторам акций протеста. Истец оценил свой ущерб из-за простоя транспорта в связи с событиями 27 июля, 3 и 10 августа в сумму 787 тысяч 315 рублей и 80 копеек.
9 июля 2020 года Юлию Галямину доставили на допрос в статусе свидетеля по делу ЮКОСа. До этого на обыске у неё изъяли все технические средства. Позже в этот же день столичный муниципальный депутат вышла из Следственного комитета после допроса, на котором она отказалась давать показания, сославшись на ст. 51 Конституции (никто не обязан свидетельствовать против себя, супруга и близких родственников).
18 декабря 2020 года прокуратура попросила Тверской суд Москвы приговорить муниципального депутата Юлию Галямину к трем годам колонии общего режима. Поводом для уголовного дела стало участие Галяминой в акции против поправок к Конституции 15 июля 2020 года. Юлия была обвинена по «дадинской» статье 212.1 УК РФ. 23 декабря Галямина была приговорена к двум годам условно. 11 марта 2021 года Мосгорсуд оставил без изменений приговор Галяминой. 9 декабря 2021 года 2-й кассационный суд также оставил приговор в силе.
В марте 2021 года стало известно, что администрация соцсети «ВКонтакте» передавала следствию по делу Галяминой персональные данные пользователей, оставлявших комментарии или ставивших «лайки» на её странице.
24 мая 2021 года в Великом Новгороде суд назначил Галяминой семь суток ареста за неповиновение требованиям полиции во время Земского съезда независимых депутатов. Вместе с ней был задержан соучредитель съезда, заместитель главы МО Владимирский округ Санкт-Петербурга Виталий Боварь.
5 марта 2022 года была арестована на 30 суток за призыв выйти на несанкционированную акцию против вторжения России на Украину. 19 июля 2022 года инспекция ФСИН вручила Юлии Галяминой предупреждение о возможной замене условного срока лишения свободы на реальный и ужесточении ограничений действующего наказания. В качестве повода инспекция привела мартовский административный арест.
2 сентября 2022 года Минюст РФ внёс Галямину в реестр СМИ — «иностранных агентов».
27 декабря 2022 года Галямина сообщила об увольнении из института РАНХиГС из-за статуса «иностранного агента».
13 февраля 2023 года депутат Государственной думы Андрей Луговой направил прокурору Москвы Денису Попову письмо, в котором заявил, что Юлия Галямина создала общественное объединение «Мягкая сила», манифест которой, по его мнению, носит якобы  «антироссийский и политический характер». В своем доносе депутат призвал проверить соблюдение Галяминой законодательства об иностранных агентах, включить связанное с движением «Мягкая сила» юридическое лицо в реестр иностранных агентов, а также принять меры прокурорского реагирования в случае обнаружения фактов нарушения движением российского законодательства.

## Семья
Мать — Ирина Геннадьевна Галямина, профессор Тимирязевской академии. Отец — Евгений Петрович Галямин (1933—1991), был доктором наук, работал в Московском гидромелиоративном институте.
Замужем за Николаем Тужилиным, воспитывает двоих детей.

## Работы
- Инкорпорация в современном кетском языке // Acta Linguistica Petropolitana. Труды Института лингвистических исследований. — 2015. — Т. XI, вып. 2. — С. 135—154. — ISSN 2306-5737.
- Акцессивно-рецессивная полисемия показателей залога и актантной деривации // Плунгян В. А. (ред.) Исследования по теории грамматики. Вып. 1. Глагольные категории. М., 2001.
- Транзитивность, залог и лексическая семантика глагола: Дис. … канд. филол. наук. М.: РГГУ, 2006.
- Каритив и комитатив в современном кетском языке // Вестник РГГУ. Серия «История. Филология. Культурология. Востоковедение», 2017, том 19, № 11, с. 23-32.